# Logan Cooley
Logan Cooley, född 4 maj 2004, är en amerikansk professionell ishockeyforward som spelar för Utah Mammoth i National Hockey League (NHL).
Han har tidigare spelat för Arizona Coyotes och Utah Hockey Club i NHL; Minnesota Golden Gophers i National Collegiate Athletic Association (NCAA) samt Team USA i United States Hockey League (USHL).
Cooley draftades av Arizona Coyotes i första rundan i 2022 års draft som tredje spelare totalt.

## Statistik
| 2018–2019   | Pittsburgh Penguins Elite U14 |             | 69  | 44 | 39 | 83  | 22 | — | — | — | — | — |
| 2019–2020   | Pittsburgh Penguins Elite U15 |             | 8   | 7  | 5  | 12  | 2  | — | — | — | — | — |
|             | Pittsburgh Penguins Elite U16 |             | 45  | 18 | 18 | 46  | —  | — | — | — | — | — |
| 2020–2021   | Team USA                      | USHL        | 24  | 6  | 13 | 19  | 12 | — | — | — | — | — |
|             | U.S. National U17 Team        |             | 28  | 16 | 16 | 32  | 10 | — | — | — | — | — |
|             | U.S. National U18 Team        |             | 19  | 4  | 10 | 14  | 4  | — | — | — | — | — |
| 2021–2022   | Team USA                      | USHL        | 24  | 13 | 23 | 36  | 55 | — | — | — | — | — |
|             | U.S. National U18 Team        |             | 51  | 27 | 48 | 75  | 67 | — | — | — | — | — |
| 2022–2023   | Minnesota Golden Gophers      | NCAA        | 39  | 22 | 38 | 60  | 42 | — | — | — | — | — |
| 2023–2024   | Arizona Coyotes               | NHL         | 82  | 20 | 24 | 44  | 18 | — | — | — | — | — |
| 2024–2025   | Utah Hockey Club              | NHL         | 75  | 25 | 40 | 65  | 46 | — | — | — | — | — |
| NHL totalt  | NHL totalt                    | NHL totalt  | 157 | 45 | 64 | 109 | 64 | — | — | — | — | — |
| USHL totalt | USHL totalt                   | USHL totalt | 51  | 28 | 36 | 64  | 65 | — | — | — | — | — |

### Internationellt
| Källa: Uppdaterad: 2024-10-27 | Källa: Uppdaterad: 2024-10-27 | Källa: Uppdaterad: 2024-10-27 |         | Utv = Utvisningsminuter | Utv = Utvisningsminuter | Utv = Utvisningsminuter | Utv = Utvisningsminuter | Utv = Utvisningsminuter |
| År                            | Lag                           | Mästerskap                    | Matcher | Mål                     | Assists                 | Poäng                   | Utv                     |                         |
| ----------------------------- | ----------------------------- | ----------------------------- | ------- | ----------------------- | ----------------------- | ----------------------- | ----------------------- | ----------------------- |
| 2021                          | USA                           | U18-VM                        | 5       | 0                       | 2                       | 2                       | 0                       |                         |
| 2022                          | USA                           | U18-VM                        | 6       | 3                       | 7                       | 10                      | 4                       |                         |
| 2022                          | USA                           | JVM                           | 5       | 2                       | 4                       | 6                       | 4                       |                         |
| 2023                          | USA                           | JVM                           | 7       | 7                       | 7                       | 14                      | 2                       |                         |
| Junior totalt                 | Junior totalt                 | Junior totalt                 | 23      | 12                      | 20                      | 32                      | 10                      |                         |